# Угриничи
Угриничи (укр. Угриничі) — село в Любешовской поселковой общине Камень-Каширского района Волынской области Украины.
До 2020 года входило в Любешовский район.
Код КОАТУУ — 0723186802. Население по переписи 2001 года составляет 623 человека. Почтовый индекс — 44256. Телефонный код — 3362. Занимает площадь 1,05 км².